# Пиер Гримал
Пиер Гримал (на френски: Pierre Grimal) е френски историк, класик и латинист, преводач и писател, автор на исторически романи.

## Биография и творчество
Роден е на 21 ноември 1912 г. в Париж, Франция. Учи в Екол нормал от 1933 г. и получава диплома по класическа филология през 1935 г.
Член на Френската гимназия в Рим (1935–1937). Преподава латински език в лицея в Рен. После става професор по латински език и римска цивилизация във факултетите на Каен, Бордо, и най-накрая в Сорбоната в Париж в продължение на тридесет години.
Прави много преводи на класическите латински автори – Цицерон, Сенека младши, Тацит, Плавт, Теренций, и др. Прави много изследвания върху римската цивилизация и пише редица биографии на личности свързани с Древна Гърция и Римската империя. Автор е на исторически романи предназначени за широката общественост.
През целия си живот той води кампания с колежката си Жаклин де Ромели, с цел запазване на преподаването на хуманитарните науки в средното образование.
Очарован от римската цивилизация, той прави много за насърчаване на опознаването и опазването на културното наследство на древния Рим, както сред специалистите, така и сред широката общественост. Почетен член е на Асоциация за запазване и разширяване на френски език.
Умира на 11 октомври 1996 г. в Париж.
Баща е на египтолога Никола Гримал и специалиста по санскрит Франсоа Гримал, и е дядо на цигуларя Давид Гримал, и саксофонистката и композитор Александра Гримал.

### Авторски книги
- Речник на гръцката и римската митология, Dictionnaire de la mythologie grecque et romaine (1951)
- Romans grecs et latins (1958)
- Le siècle des Scipions, Rome et l’Hellénisme au temps des guerres puniques
- La littérature latine (1965)
- Гръцката митология, La mythologie grecque
- L’art des jardins
- Les villes romaines (1954)
- Dans les pas des césars (1955)
- Horace (1955)
- Римската цивилизация, La civilisation romaine
- Приказки и легенди от древен Шумер, Contes et legendes de Babylone et de Perse (1958)
- Nous partons pour Rome
- Mythologies (1964)
- Le siècle d’Auguste (1965)
- Histoire mondiale de la femme (1965)
- Essai sur l’art poétique d’Horace (1968)
- Le guide de l’étudiant latiniste (1971)
- La guerre civile de Pétrone, dans ses rapports avec la Pharsale (1977)
- Etude de chronologie cicéronienne (1977)
- Le Lyrisme à Rome (1978)
- Sénèque, ou la conscience de l’Empire (1978)
- Античният театър, Le théâtre antique (1978)
- Le Quercy de Pierre Grimal (1978)
- Italie retrouvée (1979)
- L’amour à Rome (1979)
- Sénèque (1981)
- Jérôme Carcopino, un historien au service de l’humanisme (1981) – в съавторство с Кл. Каркопино и П.Ублиак
- Rome, les siècles et les jours (1982)
- Virgile ou la seconde naissance de Rome (1985)
- Rome, la littérature et l'histoire (1986)
- Cicéron (1986)
- Les erreurs de la liberté (1989)
- Tacite (1990)
- Marc Aurèle
- Les mémoires d’Agrippine (1992)
- Le procès de Néron

### Преводи

#### От латински на френски
- Frontinus, De aquae ductu Urbis Romae (1944)
- Petronius, Satyricon, in Romans grecs et latins (1958)
- Apuleius, Les Métamorphoses, in Romans grecs et latins (1958)
- Longus, La pastorale de Daphnis et Chloé, in Romans grecs et latins (1958)
- Petronius, Satyricon (1960)
- Seneca, the Younger (1959)
- Seneca, the Younger (1965)
- Seneca, the Younger (1969)
- Apuleius (1963)
- Plautus and Terence (1971)
- Tacitus (1990)
- Cicero, In Pisonem (1967)
- Cicero, Pro Plancio (1976)
- The memoirs of Pomponius Atticus (1976)

#### От гръцки на френски
- Chariton, Les aventures de Chéréas et de Callirhoé, in Romans grecs et latins (1958)
- Heliodorus of Emesa, Les Ethiopiques, in Romans grecs et latins (1958)
- Achilles Tatius, Le roman de Leucippé et Clitophon, in Romans grecs et latins (1958)
- Philostratos, Vie d'Apollonios de Tyane, in Romans grecs et latins (1958)
- Lucian, Histoire véritable, in Romans grecs et latins (1958)
- Lucian, La Confession de Cyprien, in Romans grecs et latins (1958)